# Estimata alexis
Estimata alexis là một loài bướm đêm trong họ Noctuidae.